# Nordhastedt
Nordhastedt là một đô thị thuộc huyện Dithmarschen, trong bang Schleswig-Holstein, nước Đức. Đô thị Nordhastedt có diện tích 26,56 km², dân số thời điểm 31 tháng 12 năm 2006 là 2790 người.